# Rolland Lawrence
Rolland Derenfro „Bay“ Lawrence (* 24. März 1951 in Franklin, Pennsylvania) ist ein ehemaliger US-amerikanischer American-Football-Spieler auf der Position des Cornerbacks. Er spielte seine gesamte Karriere von 1973 bis 1980 bei den Atlanta Falcons in der National Football League (NFL).

## Frühe Jahre
Lawrence ging auf das Tabor College in Hillsboro, Kansas. 

## NFL
Lawrence unterschrieb 1973 einen Vertrag bei den Atlanta Falcons, nachdem er im NFL-Draft 1973 nicht berücksichtigt wurde. In seinen ersten beiden Saisons bei den Falcons erzielte er jeweils nur eine Interception. In der Saison 1975 brachte er es dann auf neun Interceptions. 1977 wurde er dann zum ersten und einzigen Mal in den Pro Bowl gewählt. Nach der Saison 1980 beendete er seine Karriere. In seinen acht Jahren für die Atlanta Falcons erzielte er insgesamt 39 Interceptions, was einen immer noch aktuellen Franchise-Rekord darstellt. Außerdem ist erwähnenswert, dass er in jedem Saisonspiel in diesen acht Jahren auf dem Platz stand (insgesamt 118 Spiele).